# Basílica del Buen Jesús de Goa
La basílica del buen Jesús de Goa (en portugués: Basílica do Bom Jesus) es una iglesia barroca situada en la Goa Vieja, la antigua capital de la India portuguesa, en el estado de Goa en la costa oeste de la actual India. Construida entre 1594 y 1605, alberga la tumba de San Francisco Javier y es uno de los centros de peregrinaje más importantes de la India. En 1986 fue declarada Patrimonio de la Humanidad por la Unesco.

## El colegio de San Pablo
Los jesuitas se establecieron en Goa después de 1542, tras la visita de Francisco Javier y sus compañeros, y fundaron una pequeña escuela que se acabaría convirtiendo en un seminario católico, el Colegio de San Pablo, para la formación del clero local. Posteriormente, la sede del Colegio se trasladó a los arrabales de la población. Aquí fueron trasladados triunfalmente los restos de San Francisco Javier en 1554 tras su repatriación desde Malaca.
A partir de 1578, el seminario multiplicó sus actividades: Catecumenado, noviciado jesuita, hospital, residencia eclesiástica), lo que llevó a la edificación de una nueva residencia en el centro de Goa entre 1586 y 1589.

## Basílica del Buen Jesús

### Construcción
Necesitados de espacio para las actividades apostólicas (misas, predicación, confesiones, etc), los jesuitas iniciaron la construcción de una iglesia. Una inscripción sobre uno de los pilares de la nave indica que la construcción dio comienzo el 24 de noviembre de 1594. Diez años después, el arzobispo de Goa, Aleixo Menezes, consagraba la nueva Iglesia de Jesús, el 15 de mayo de 1605. Comparte con la Iglesia del Gesú de Roma, no solamente las características arquitectónicas, en las que se inspira, sino también el tema principal, el nombre de Jesús. Al igual que la Iglesia romana, el monograma IHS preside la impresionante fachada barroca.
En el interior, el suelo está pavimentado en mármol con incrustaciones de piedras preciosas pero, aparte de eso y de los elaborados altares, la decoración de la Basílica es bastante simple.

### El Arca de San Francisco Javier
Contrariamente a la opinión general, la iglesia no fue construida para albergar el cuerpo del misionero. El cuerpo fue trasladado a la nueva Residencia de los Jesuitas en 1613, procedente del Colegio de San Pablo. La canonización de Francisco Javier en 1622 permitió la veneración pública del nuevo santo; el sarcófago con sus restos fue instalado en la iglesia en 1624 y las muestras de fervor popular autorizadas. En 1637, las reliquias del santo fueron colocadas en una arca de plata finamente decorada con escenas de la vida del santo. El monumento adquirió su forma definitiva en 1698: Cosme III de Médici, Gran Duque de Toscana envió a Goa mármoles y al escultor florentino Giovanni Battista Foggini para construir un mausoleo para el santo. El mausoleo de mármol, sarcófago y arca de plata contienen los restos del santo, y fueron situados en el transepto derecho de la iglesia.

### La iglesia se convierte en basílica
La Iglesia se convirtió rápidamente en un importante centro de peregrinaje. Los fieles acudían a postrarse ante el Arca que contenía las reliquias del santo. La primera exposición pública de las reliquias tuvo lugar en 1782. A partir de entonces, se realizan exposiciones más o menos cada diez años (la última tuvo lugar en 2004).
En 1946, y considerando la importancia alcanzada por la Iglesia como centro de peregrinación, el papa Pío XII elevó la iglesia al rango de Basílica menor', convirtiéndose así en la Basílica del Buen Jesús.
Tras los festejos de 1952 en conmemoración del 400 Aniversario de la muerte del santo que reunieron a 810.000 personas, el patriarca de Goa tomó la decisión de evitar que las reliquias pudieran ser tocadas directamente por los fieles, para lo que colocó el cuerpo en una urna de cristal en 1955.

## Regreso de los jesuitas
Cuando el Marqués de Pombal, en su lucha contra el poder eclesiástico, expulsó a los jesuitas de Portugal, los destinados en Goa fueron arrestados y reenviados a Portugal el 9 de diciembre de 1760. 14 años más tarde, el 21 de julio de 1773, la Compañía de Jesús fue oficialmente suprimida por orden de Clemente XIV. Restaurada en 1814 por Pío VII, sin embargo no serían autorizados a regresar a Goa hasta 1933, cuando la nueva Constitución Portuguesa derogó los artículos anticlericales.
En virtud del Concordato firmado en 1940 con la Santa Sede, la basílica del Buen Jesús fue devuelta a la Iglesia en 1943. Finalmente, en 1956, el Patriarca de Goa decidió devolver la Basílica y la Residencia a los jesuitas.